# Gamecocks de Jacksonville State
Les Gamecocks de Jacksonville State (en anglais : Jacksonville State Gamecocks) sont un club omnisports universitaire de l'université d'État de Jacksonville situé à Jacksonville en Alabama. 
Ses équipes participent aux compétitions universitaires organisées par la National Collegiate Athletic Association en tant que membre de la Conference USA, son équipe de football américain militant plus précisément au sein de la NCAA Division I Football Bowl Subdivision (FBS).
Auparavant, les Gamecocks étaient membres de la NCAA Division II où ses équipes ont été chronologiquement membres de la Ohio Valley Conference,, de l'Atlantic Sun Conference (ASUN) ainsi que de la Western Athletic Conference (WAC) pour le programme de football américain qui évoluait alors au sein de la NCAA Division I Football Championship Subdivision (FCS). 
Les couleurs officielles de l'université sont le rouge et le blanc tandis que sa mascotte est appelée Cocky the Gamecock. 
Les équipes des Gamecocks ont remporté dans quatre sports six titres nationaux NCAA. Avec les Warhawks de Wisconsin–Whitewater (en), les Gamecocks sont une des deux seules universités à avoir gagné un titre en baseball, basketball et en football américain,.
Depuis 2023, l'université a commencé à adopter progressivement une nouvelle identité, Jax State, essentiellement à des fins de marketing et de promotion, mais en conservant son nom officiel : Jacksonville State University

## Sports représentés
| Hommes (6)                                  | Femmes (10)       |
| Baseball                                    | Athlétisme†       |
| Basketball                                  | Basbetball        |
| Cross country                               | Beach volley      |
| Football américain                          | Bowling           |
| Football                                    | Cross country     |
| Golf                                        | Football (soccer) |
| Tennis                                      | Golf              |
| -                                           | Softball          |
| -                                           | Tennis            |
| -                                           | Volleyball        |
| Équipe mixte (1)                            |                   |
| Tir                                         |                   |
| † – Athlétisme en salle et/ou en plein air. |                   |

## Palmarès
- Bowling féminin : champion de la National Collegiate[9] en 2024
- Gymnastique féminine : champion de la NCAA Division II en 1984 et 1985 ;
- Basketball masculin : champion de la NCAA Division II en 1985 ;
- Baseball : champion de la NCAA Division II en 1990 et 1991 ;
- Football américain : 
  - Champion de la NCAA Division II en 1992 ;
  - Champion de la Conference USA dans la NCAA Division I FBS en 2024[8].